# Aleksander Żakowicz
Aleksander Żakowicz (ur. 26 lutego 1948 w Poczesnej) – polski artysta fotograf, autor i współautor książek z historii fotografii. Członek rzeczywisty Okręgu Śląskiego Związku Polskich Artystów Fotografików. Członek honorowy Fotoklubu Rzeczypospolitej Polskiej. Członek założyciel Stowarzyszenia Historyków Fotografii w Warszawie. Członek założyciel i członek Zarządu Jurajskiego Fotoklubu Częstochowa. Członek założyciel i członek Zarządu Naukowego Towarzystwa Fotografii w Poznaniu.

## Życiorys
Aleksander Żakowicz jest absolwentem IV Liceum Ogólnokształcącego im. Henryka Sienkiewicza w Częstochowie oraz Wydziału Chemii Politechniki Wrocławskiej – studia ukończone w 1970 (specjalność fototechnika). W 1980 roku został doktorem nauk chemicznych (Uniwersytet im. Adama Mickiewicza w Poznaniu), w 1997 roku – habilitacja (przewód artystyczny II stopnia w dziedzinie sztuki filmowej, dyscyplina – realizacja obrazu filmowego, telewizyjnego i fotografia). Związany ze śląskim środowiskiem fotograficznym, od 1997 roku jest profesorem nadzwyczajnym Wydziału Radia i Telewizji Uniwersytetu Śląskiego.
W latach 1965–1970 zajmował się filmem amatorskim, od 1971 do 1972 roku był pracownikiem Zakładów Produkcji Filmów Telewizyjnych w Warszawie. W 1978 roku został kierownikiem Pracowni Fotografii Instytutu Plastyki Wyższej Szkoły Pedagogicznej w Częstochowie, w latach 1991–1994 był prodziekanem do spraw nauki Wydziału Wychowania Artystycznego WSP. W latach 1996–1998 uczestniczył w pracach Rady Ekspertów do spraw Fotografii przy Centrum Animacji Kultury w Warszawie. W 1998 został kierownikiem Zakładu Projektowania, Fotografii i Sztuk Wizualnych.
Aleksander Żakowicz w 1989 roku był współzałożycielem ówczesnego Stowarzyszenia Historii Fotografii, obecnego (od 1996) Stowarzyszenia Historyków Fotografii w Warszawie. W 1999 roku był współzałożycielem Naukowego Towarzystwa Fotografii w Poznaniu, tworzonego z inicjatywy Stefana Wojneckiego, w którym w latach 1998–2016 pełnił funkcję wiceprezesa Zarządu NTF. Jest autorem i współautorem wielu wystaw fotograficznych; zbiorowych oraz autorskich. Jest autorem wielu artykułów, referatów (m.in.) o fotografii, autorem i współautorem wielu książek z historii fotografii (galicyjskiej, lwowskiej) oraz poszczególnych rozdziałów monograficznych, związanych z historią fotografii. Był członkiem założycielem Jurajskiego Fotoklubu Częstochowa, w którym pełnił funkcję prezesa Zarządu. Jest członkiem rzeczywistym Okręgu Śląskiego Związku Polskich Artystów Fotografików (legitymacja nr 781). Jest członkiem honorowym Fotoklubu Rzeczypospolitej Polskiej Stowarzyszenia Twórców.

## Odznaczenia
- Medal 150-lecia Fotografii (1989)[1];

## Wystawy indywidualne (wybór)
- Cytaty, ślady, znaki – Galeria Rektoratu Państwowej Wyższej Szkoły Filmowej, Telewizyjnej i Teatralnej w Łodzi (1997);
- Cytaty, znaki, metafory – Ośrodek Promocji Kultury (Częstochowa 1997);
- Kicz, kicz, kicz – Galeria Instytutu Fizyki WSP (Częstochowa 1999);
- Przestrzenie surrealne – Galeria Zarządu Okręgu Związku Polskich Artystów Fotografików (Katowice 2000);
- Zamki jurajskie w przestrzeni wielowymiarowej – Pałac Raczyńskich (Częstochowa 2000);
- Życie i kamienie – Galeria Muzeum Historycznego Miasta Lwowa (Lwów 2001);

Źródło.

## Publikacje (książki)
- Bibliografia fotografii polskiej za lata 1956–1981;
- Henryk Mikolasch (1872–1931) fotograf i dydaktyk;
- Profesor Witold Romer (1900–1967). Działalność naukowa i artystyczna;
- Fotografia po zmierzchu awangardy;
- Słownik technik i tendencji stylistycznych stosowanych w polskiej fotografii artystycznej przed 1939;
- Dawna Fotografia Lwowska 1839–1939;
- Fotografia Tatrzańska do roku 1918. Awit Szubert, Stanisław Bizański i inni;
- Fotografia Galicyjska do 1918 wraz ze Śląskiem Cieszyńskim;

Źródło.